# ماتیلدا روتکورچ
ماتیلدا ویلهلمینا روتکورچ (زاده ۲۸ ژوئیه ۱۸۱۳ – درگذشته ۶ مارس ۱۸۴۲) نقاش فنلاندی بود. اغلب از او به عنوان اولین هنرمند زن در فنلاند یاد می‌شود. او عمدتاً نقاشی‌های پرتره می‌کشید.

## پیشینه
وی در بورگا فنلاند به دنیا آمد. او دختر بارون کارل فردریک روتکورچ و آگوستا فردریکا الیزابت روتکورچ بود.
در بهار ۱۸۳۳، او اولین سفر تحصیلی خود را به استکهلم انجام داد و در آنجا با یوهان گوستاف سندبرگ و رابرت ویلهلم اکمن آموزش دید. او بین سال‌های ۱۸۳۳ تا ۱۸۳۸ دانشجوی آکادمی سلطنتی هنر سوئد بود.
او در سال ۱۸۴۲ در سن ۲۸ سالگی بر اثر بیماری ریوی در تورکو درگذشت.
آثار روتکورچ در نمایشگاهی در فنلاند در سال ۱۸۴۷ به نمایش درآمد. برخی آثار او او در موزه آتنیوم و گالری سیگنیوس وجود دارد.